# Преображенское сельское поселение (Кировская область)
Преображенское сельское поселение — муниципальное образование в составе Малмыжского района Кировской области России.
Центр — деревня Преображенка.

## История
Преображенское сельское поселение образовано 1 января 2006 года согласно Закону Кировской области от 07.12.2004 № 284-ЗО.

## Население
| 2010 | 2012 | 2013 | 2014 | 2015 | 2016 | 2017 |
| ---- | ---- | ---- | ---- | ---- | ---- | ---- |
| 369  | ↘357 | ↘348 | ↘318 | ↘290 | ↘273 | ↘247 |
| 2018 | 2019 | 2020 | 2021 |      |      |      |
| →247 | ↘236 | ↘226 | ↘188 |      |      |      |

## Состав сельского поселения
В состав сельского поселения входят 4 населённых пункта
| № | Населённый пункт | Тип населённого пункта          | Население |
| - | ---------------- | ------------------------------- | --------- |
| 1 | Нижний Шугурак   | деревня                         | 21        |
| 2 | Носок            | деревня                         | 15        |
| 3 | Преображенка     | деревня, административный центр | 61        |
| 4 | Тан              | деревня                         | 272       |